# Frank Lindsay Bastedo
Frank Lindsay Bastedo, personnalité politique canadienne, fut Lieutenant-gouverneur de la province de la Saskatchewan de 1958 à 1963.

## Biographie
Bastedo a obtenu son diplôme en 1909 de la faculté de droit de l'Université de Toronto . Deux ans plus tard, il s'installe à Regina et intègre un cabinet d'avocats. De 1921 à 1924, il dirigea la section locale du parti conservateur à Regina, mais ne chercha aucun poste politique. En 1927, Bastedo a été nommé procureur général. À ce titre, il a plaidé devant la Cour suprême à Ottawa et devant la Commission de la justice du Conseil privé à Londres .
Le gouverneur général Vincent Massey a prêté serment à Bastedo le 3 février 1958 en qualité de lieutenant-gouverneur de la Saskatchewan. Ce bureau est généralement de nature purement cérémonielle, mais le lieutenant-gouverneur, en tant que représentant du monarque canadien, dispose théoriquement du droit de veto sur les lois. Bastedo a refusé en 1961 d' approuver un projet de loi adopté par le gouvernement de Woodrow Stanley Lloyd et l'a transmis au gouverneur général pour évaluation. Le gouverneur général ne pourrait donner son consentement que si le gouvernement fédéral approuvait la loi. C’était la première fois depuis 1937 qu’un lieutenant-gouverneur refusait d’approuver (en 1937, John Campbell Bowentrois lois du gouvernement de l'Alberta déclarées inconstitutionnelles).
La loi rejetée a affecté les modifications apportées à certains droits miniers. Bastedo a critiqué le fait que la loi concerne des centaines de revendications et qu'elle a des effets qui ne sont pas dans l'intérêt public. par conséquent, la légalité devrait être remise en question. Les conseillers de Bastedo l'avaient en vain averti contre cette mesure et il n'avait pas consulté le gouvernement fédéral. Le gouvernement fédéral de John Diefenbaker a ensuite émis un décret avec lequel la loi pourrait encore appliquer. C'était la dernière fois qu'un lieutenant-gouverneur avait refusé d'approuver. Bastedo est resté en poste jusqu'au 1er mars 1963.